# 여주 해평윤씨 동강공파 종택
여주 해평 윤씨 동강공파 종택(驪州 海平 尹氏 東岡公派 宗宅)은 경기도 여주시 점동면 사곡리에 있는 조선시대의 종택이다. 2000년 3월 24일 경기도의 문화재자료 제97호로 지정되었다.

## 개요
해평 윤씨 동강공파의 종가로 조선 고종 28년(1891)에 세운 것으로 추정한다. 전형적인 배산임수로 남쪽을 향하고 있다.
세울 당시에는 안채, 사랑채, 안채중문간, 사랑중문채, 행랑채 등의 건물이 있었으나, 현재는 안채만 남아 있다.
안채는 ㅁ자형 평면으로 앞면 7칸반·옆면 8칸 규모이다. 배치는 안방과 대청마루가 나란히 있으며 왼쪽에 사당이 있다. 안채는 툇마루가 발달하였고 사랑채와 연결되는 복도를 두었던 것으로 보아 기능성을 중시한 것을 알 수 있다.

## 현지 안내문
달걀봉 줄기를 배산으로 남향하여 자리잡은 이 가옥은 조선 말기의 경기지역 양반집의 특징을 잘 간직하고 있다. 조선 중기의 문인 윤세주가 외가(경주김씨)가 있던 이곳에 들어와 터를 잡은 것으로 전하는데, 현재의 건물은 상량문에 의해 고종 28년(1891)에 지어진 것임을 알 수 있다. 현재 남아 있는 거물은 안채 1동 뿐이나 원래는 오른쪽에 사랑채, 그 앞으로 사랑중문채와 연못이 있었으며, 안채 쪽으로는 안채중문간을 겸함 약방채가 세로로 놓여 있었고, 바깥 대문 좌우로는 행랑이 있었다. 안채는 전형적인 ㅁ자 평면 구성으로 가로 7칸 반 세로 8칸 규모이다. 몸채는 2칸통전퇴5량, 좌우날개채는 1.5칸통량, 전면은 1칸옹3량 가구이다. 몸채의 평면 구성은 안방과 대청마루가 나란히 놓이는 전형적인 조선 후기 경기지방형인데, 왼쪽날개채에 사당방을 들인 점, 안채에 툇마루가 발달하고 안채와 사랑채를 연결하는 복도를 둔 것, 사랑채의 초석 배열 등을 볼 때 평면 구성에서 기능을 중시하였던 것을 알 수 있다. 소슬문, 행랑채는 50년대 후반 청미천의 범람으로 무너지고 사랑채는 1963년 소실되었다.

## 참고 자료
- 여주 해평 윤씨 동강공파 종택 - 국가유산청 국가유산포털